# Шаста (планина)
Планината Шаста е потенциално активен вулкан в южния край на Каскадната верига в окръг Сискиу, Калифорния. С надморска височина от 4,321,8 метра това е вторият по височина връх в Каскадата верига и петият по височина в щата Калифорния. Шаста има приблизителен обем от 350 кубични метра, което го прави най-обемният стратовулкан в Каскадната вулканична дъга.

## Описание
Планината Шаста се издига до почти 3,000 метра над заобикалящата среда. В ясен зимен ден планината може да се види от Централната долина на разстояние 230 км на юг. Планината е привлякла вниманието на редица поети, писатели и президенти.

## История
Най-старото известно човешко селище в района датира отпреди около 7000 години. 
Последното известно изригване на Шаста е било около 1250 г. сл. н. е., което е доказано чрез некоригирано радиовъглеродно датиране. Има спекулации относно последно изригване на вулкана през 1786 година.
В началото на 1820 г. планината Шаста е известна забележителност след включването ѝ в популярен планински туристически маршрут. Пътеката следва древен търговски и туристически маршрут на индианците от централната долина на Калифорния и северозападната част на Тихия океан .
Златната треска в Калифорния довежда първите евро-американски селища в района в началото на 1850 г. Първото записано изкачване на планината се случва през 1854 г. от Елиас Пиърс, след няколко неуспешни опита. През 1856 г. първите жени (Хариет Еди, Мери Кембъл Макклауд и тяхната група) достигат върха.

### Легенди
Преданията на някои от племената на Кламат в района гласят, че планината Шаста е обитавана от Духа на Горния свят, Скел, който се спуска от небето на върха на планината по молба на вожда. Скел се бие с Духа на долния свят, Лао, който живееше в планината Мазама, като хвърля горещи камъни и лава, вероятно представляващи вулканичните изригвания и в двете планини.
За планината Шаста съществуват и други легенди, като наличието на скрит град на напреднали същества от изгубения континент Лемурия. Легендата се разраства от споменаването на Лемурия през 1880 г. до описание на скрито лемурийско село през 1925 г.

## Катерене
Летният сезон за катерене продължава от края на април до октомври, въпреки че много опити се правят през зимата. Планината също е популярна дестинация за каране на ски. Много от маршрутите за катерене могат да бъдат спуснати от опитни скиори.